# Phương diện quân Pribaltic 3
Phương diện quân Pribaltic 3 (tiếng Nga: 3-й Прибалтийский фронт), hay Phương diện quân Baltic 3, là một tổ chức tác chiến chiến lược của Hồng quân Liên Xô trong Thế chiến thứ hai. Phương diện quân đã tham gia một loạt các chiến dịch ở các nước vùng Baltic, mà cao điểm là giải phóng Riga ngày 13 tháng 10 năm 1944.

## Lịch sử
Phương diện quân Pribaltic 3 được thành lập vào ngày 21 tháng 4 năm 1944 theo chỉ thị của Stavkangày 18 tháng 4 năm 1944, trên cơ sở các đơn vị ở cánh trái (phía Nam) của Phương diện quân Leningrad. Biên chế ban đầu của phương diện quân gồm các tập đoàn quân hợp thành 42, 54, 67 và tập đoàn quân không quân 14. Cơ quan bộ tư lệnh được thành lập trên cơ sở bộ tư lệnh Tập đoàn quân 20. Thượng tướng Ivan Maslennikov được chỉ định làm Tư lệnh phương diện quân. Ủy viên Hội đồng Quân sự là Trung tướng Mikhail Rudakov. Tham mưu trưởng là Trung tướng Vladimir Vashkevich.
Phương diện quân tham gia các Chiến dịch Pskov-Ostrov và Chiến dịch Tartu. Sau khi giải phóng thành phố Riga, Bộ Tổng tư lệnh tối cao Liên Xô đã giải thể Phương diện quân Pribaltic 3 vào ngày 16 tháng 10 năm 1944. Bộ khung chỉ huy và tập đoàn quân 54 được rút về dự bị cho Bộ Tổng tư lệnh Tối cao. Các đơn vị còn lại được chuyển đến Phương diện quân Leningrad (tập đoàn quân 67), Phương diện quân Pribaltic 1 (tập đoàn quân 61) và Phương diện quân Pribaltic 2 (tập đoàn quân xung kích 1 và tập đoàn quân không quân 14).
Trong thời gian 179 ngày tồn tại, Phương diện quân Pribaltic 3 thương vong và mất tích trong chiến đấu 43.155 binh sĩ, bị thương, bệnh tật và mất khả năng chiến đấu 153.876 người.

## Biên chế chủ lực

### 1 tháng 7 năm 1944
- Tập đoàn quân 42
- Tập đoàn quân 54
- Tập đoàn quân 67
- Tập đoàn quân không quân 14

### 1 tháng 10 năm 1944
- Tập đoàn quân xung kích 1
- Tập đoàn quân 54
- Tập đoàn quân 61
- Tập đoàn quân 67
- Tập đoàn quân không quân 14

## Các chiến dịch lớn đã tham gia
- Chiến dịch Pskov-Ostrov
- Chiến dịch Tartu